# Mircea Sântimbreanu
Mircea Sântimbreanu (n. 7 ianuarie 1926, Băița, județul Hunedoara (interbelic) – d. 19 august 1999, București) a fost un scriitor român, director al editurii Albatros, publicist, scenarist și producător de film.  Mircea Sântimbreanu este cunoscut mai ales ca scriitor de literatură pentru copii și pentru promovarea unor scriitori prin publicarea lucrărilor lor la editura pe care a condus-o. Ion Anghel Mânăstire este unul dintre romancierii valoroși pe care Mircea Sântimbreanu i-a promovat pe prima scenă a literaturii române.

## Biografie
A studiat la Liceul Ortodox-Român “Avram Iancu” din Brad (1935-1943), a absolvit Facultatea de Drept (1947) și Facultatea de Filosofie din București (1951), iar între anii 1948-1951 a fost asistent universitar la Catedra de Drept Penal a Universității București.
Din 1952 până în 1960 Mircea Sântimbreanu a lucrat ca profesor de istorie la Școala mixtă nr. 2 „La Teiu“, devenită din 1954 Școala elementară de 7 ani nr. 139 din București, cartierul Rahova. Experiența cu micii elevi l-a ajutat să înceapă să scrie primele sale cărți pentru copii. Din anul 2000, școala poartă numele de Mircea Sântimbreanu.
La 20 mai 1996 Mircea Sântimbreanu a fost declarat „Cetățean de onoare al municipiului Brad”, ca Fiu al Țării Zarandului, pentru întreaga sa activitate în domeniul literaturii.

## Distincții
- Medalia Muncii (30 decembrie 1957) „cu prilejul aniversării a 10 ani de la proclamarea Republicii Populare Romîne, pentru merite deosebite în muncă”[6]
- Ordinul „Meritul Cultural” clasa a III-a (20 aprilie 1971) „pentru merite deosebite în opera de construire a socialismului, cu prilejul aniversării a 50 de ani de la constituirea Partidului Comunist Român”[7]
- Ordinul „Meritul Cultural” clasa a III-a (16 decembrie 1972) „pentru merite deosebite în opera de construire a socialismului, cu prilejul aniversării a 25 de ani de la proclamarea Republicii”[8]

## Scrieri
- Cu și fără ghiozdan (Editura Tineretului, 1956),
- Sub lupă (Editura Tineretului, 1957),
- Extemporale și... alte lucrări scrise (1963),
- Lângă groapa cu furnici (1964),
- „A se feri de umezeală”, povestire SF din 1965, CPSF #253
- Recreația mare (1965), reeditare Editura Ion Creangă 1999; Editura Herra, 2007; 2009[9]; Editura Regis 2010
- 32 de premianți (1980)
- Să stăm de vorbă fără catalog (1980)
- Mama mamuților mahmuri (Ed. Ion Creangă, 1980; 1983)
- Un Gulliver în țara chiticilor, Editura Albatros, 1983
- Pescuitul de la A la Z - ghidul pescarului sportiv, Editura Venus, 1995
- Să stăm de vorbă fără catalog, Editura Herra, 2007; 2009

## Filmografie
- Haiducii (1966)
- Dacii (1967)